# Instituto Tecnológico de Acapulco
El Tecnológico Nacional de México campus Acapulco o (TecNM Acapulco) es una institución pública de educación superior, cuya sede es la ciudad de Acapulco del Estado de Guerrero, México. Fue creado el 1 de octubre de 1975. Es parte el Tecnológico Nacional de México (TecNM), de la Secretaría de Educación Pública.Imparte carreras a nivel superior, en las áreas de Ingeniería y Ciencias Económico Administrativas. 

## Historia
A principios de 1973, durante el sexenio presidencial de Luis Echeverría Álvarez, solicitó ante la Secretaría de Educación Pública (SEP), la creación de un instituto tecnológico en el Estado de Guerrero, que satisficiera la creciente demanda de profesionales capacitados para contribuir al desarrollo y progreso de la entidad. Fue la ciudad de Acapulco seleccionada para levantar sus instalaciones educativas, dada su situación geográfica, posición estratégica y potencialidad turística.
Con iniciativa del Gobierno Estatal, fueron donadas 45 hectáreas de terreno, mismas que en la actualidad se han visto reducidas a únicamente 20 hectáreas, persistiendo la falta de regularización de dicho predio, que cada día se ve mermado por invasiones precaristas, más difíciles de combatir.
En sus inicios se le denominó Instituto Tecnológico Regional de Acapulco, siendo inaugurado el 19 de septiembre de 1975 por Rubén Figueroa Figueroa, en ese tiempo Gobernador Constitucional del Estado, e inició sus actividades el 1 de octubre de 1975, siendo director fundador Raúl Roberto Aguilar Rezza, posteriormente le fue designado su nombre actual.
El Instituto Tecnológico de Acapulco contó con una población inicial de 51 alumnos de nivel superior y 483 alumnos de nivel medio superior (técnicos), atendidos por una planta laboral de 47 empleados entre docentes y administrativos.
Se ofertaron en un inicio las carreras técnicas de: Laboratorista químico, Obras arquitectónicas, Mantenimiento mecánico, Administración de personal, Aire acondicionado y refrigeración; así como a nivel superior la carrera de Ingeniería en Electromecánica con especialidad en planta y mantenimiento y la Licenciatura en Relaciones Comerciales.
Actualmente cuenta con las carreras de Arquitectura, Ingeniería Electromecánica, Ingeniería en Sistemas Computacionales, Ingeniería Bioquímica, Ingeniería en Gestión Empresarial, Licenciatura en Administración y Contador Público. Una maestría en Sistemas Computacionales, registrada en el Padrón Nacional de Posgrados de Calidad (PNPC) reconocida por CONACYT. A la fecha, existen 23 líneas de investigación registradas, 3 cuerpos académicos, 16 profesores con perfil deseable y 8 proyectos financiados.
En la actualidad el Instituto Tecnológico de Acapulco, es una institución certificada bajo el Sistema de Gestión Integrado; en cumplimiento con las Normas del Sistema de Gestión de la Calidad ISO 9001:2015 y el Sistema de Gestión Ambiental ISO 14001:2015, el 12 de junio de 2018 el organismo externo American Registrar of Management Systems, S.A de C.V., otorga la Certificación bajo los estándares internacionales de calidad establecidos, con vigencia al año 2023.

## Directores
A lo largo de sus 50 años de vida, el Tecnológico de Acapulco ha operado bajo la dirección de los siguientes funcionarios:
| N.º  | Nombre                          | Período                                   |
| ---- | ------------------------------- | ----------------------------------------- |
| 1.º  | Raúl Roberto Aguilar Rezza      | Octubre 1975 - abril de 1981              |
| 2.º  | José A. Canto Quintal           | Abril 1981 - agosto de 1981               |
| 3.º  | Jesús M. López Barraza          | Octubre 1981 - agosto de 1984             |
| 4.º  | Raúl Almogábar Sánchez          | Agosto 1984 - junio de 1986               |
| 5.º  | Erasmo Martínez Rodríguez       | Agosto 1986 - septiembre 1991             |
| 6.º  | Amado Palomino Solórzano        | Septiembre 1991 - mayo de 1993            |
| 7.º  | Raúl Roberto Aguilar Rezza      | Mayo 1993 - noviembre de 2000             |
| 8.º  | José Luis Morales Lucas         | Noviembre 2000 - julio de 2002            |
| 9.º  | Enrique Leal Cruz               | Julio 2002 - agosto de 2002               |
| 10.º | Javier Eliseo Muñoz de la Torre | Septiembre 2002 - 2005                    |
| 11.º | Sergio Fernando Garibay Armenta | Octubre 2005 - 2006                       |
| 12.º | Ángel Francisco Velazco Muñoz   | Octubre 2006 - noviembre de 2009          |
| 13.º | Antonio Enrique Leal Cruz       | Noviembre 2009 - agosto de 2012           |
| 14.° | Jorge Aceves Jiménez            | 29 de agosto de 2012 - 29 de mayo de 2014 |
| 15.° | Eliot Joffre Vázquez            | 30 de mayo de 2014 - 18 de junio de 2019  |
| 16.° | Salvador Herrera Soriano        | 19 de junio de 2019 - a la fecha          |

## Oferta educativa
El TecNM campus Acapulco cuenta con 8 programas de estudio y dos posgrado:

### Profesional
- Arquitectura
- Contaduría pública
- Administración
- Ingeniería Bioquímica
- Ingeniería en Ciencia de Datos
- Ingeniería Electromecánica
- Ingeniería en Gestión Empresarial
- Ingeniería en Sistemas Computacionales

### Posgrados
- Maestría en Sistemas Computacionales
- Maestría en Desarrollo Regional e Innovación Tecnológica